# Pulonas
Pulonas is een bestuurslaag in het regentschap Aceh Tenggara van de provincie Atjeh, Indonesië. Pulonas telt 2285 inwoners (volkstelling 2010).